# Франсуа Арле де Шанваллон
Франсуа Арле де Шанваллон (фр. François Harlay de Champvallon, відомий також як Франсуа де Арле де Шанваллон III, народився 14 серпня 1625 року, помер 6 серпня 1695) — французький ієрарх, архієпископ Руана (1651—1671), архієпископ Парижа (1671—1695) і герцог Сен-Клу. Член Французької академії.

## Біографія
Народився в Парижі 1625 року. У цей час пост архієпископа Руана обіймав його дядько і повний тезка Франсуа Арле де Шанваллон II, за його протекцією зовсім ще молодий 23-річний юнак після закінчення коледжу отримав важливу посаду абата-комендатора впливового абатства Жум'єж.
Усього через три роки Франсуа успадкував посаду свого дядька на кафедрі руанського архієпископа. 23 травня 1651 року попри свої неповні 26 років він був обраний архієпископом, 28 жовтня обрання підтвердив Рим, 28 грудня того ж року відбулася єпископська хіротонія.
31 грудня 1661 року Шанваллон був обраний командором Ордену Святого Духа.
1 січня 1671 помер від хвороби архієпископ Парижа Ардуен де Перефікс де Бомон, через три дні король Людовік XIV призначив новим паризьким архієпископом де Шанваллона. Рим затвердив його на паризькій кафедрі 23 лютого того ж року.
Шанваллон успадковував у Перефікса не лише кафедру архієпископа Парижа, а й крісло у Французькій академії. Він заснував теологічну академію в паризькому абатстві Сен-Віктор.
Шанваллон був переконаним антиянсеністом і прихильником галіканських поглядів. Його галіканські переконання привели до холодності щодо нього з боку Святого Престолу (зокрема, він так і не отримав кардинальської шапки), проте забезпечили прихильність Людовіка XIV. Шанваллон підтримав «Декларацію галіканського кліру», яку з відома короля прийняла 19 березня 1682 асамблея французького духовенства і яка вважається маніфестом галіканства.
Його особисте життя відрізнялося великою скандальністю, загалом він вів спосіб життя заможного аристократа, а не служителя церкви, що викликало різку критику багатьох впливових персон, зокрема Боссюе та Фенелона. Попри це сучасники відзначали його красномовство, шляхетні манери та ортодоксальність богословських поглядів. Сент-Бев особливо вказував на ораторські здібності архієпископа, відзначивши, що той навіть краще почувався в імпровізаціях, ніж у підготовлених промовах. Крім цього, Сент-Бев охарактеризував його як «найкрасивіший, найрозкутіший і найздатніший з прелатів королівства».
У 1673 році відмовився ховати Мольєра за церковним обрядом, як грішника, що не розкаявся.
У 1683 році Франсуа Арле де Шанваллон таємно повінчав Людовіка XIV і маркізу де Ментенон.
Різко налаштований проти протестантів, Шанваллон безумовно відіграв важливу роль у появі в 1685 едикту Фонтенбло, який скасовував Нантський едикт, що гарантував протестантам-гугенотам свободу віросповідання. Відразу після оприлюднення едикту він організував відправлення католицьких місіонерів до гугенотських регіонів Франції.
Помер 6 серпня 1695 року у своєму будинку в місті Конфлан-Сент-Онорін.